# 麻雀杨属
麻雀杨属（学名：Buchnerodendron）是钟花科的一属。

## 下属物种
本属包括以下物种：
- Buchnerodendron lasiocalyx (Oliv.) Gilg
- Buchnerodendron speciosum Gürke